# Irede de Luna
Irede de Luna es una localidad del municipio de Los Barrios de Luna, en la provincia de León, Comunidad Autónoma de Castilla y León (España).

## Situación
Se accede a través de la carretera CV-102-21.
Limita al E con Los Barrios de Luna, al S con Riello y al N con Sena de Luna.

## Evolución demográfica
| 2000 | 2001 | 2002 | 2003 | 2004 | 2005 | 2006 | 2007 | 2008 | 2009 | 2010 | 2011 |
| 13   | 13   | 13   | 12   | 11   | 11   | 14   | 17   | 15   | 15   | 14   | 15   |

- Datos: Q5920128